# The Invasion
The Invasion is een Amerikaanse horrorfilm uit 2007. De productie is een moderne variant op Invasion of the Body Snatchers uit 1956. Die was weer gebaseerd op het boek The Body Snatchers van Jack Finney. Oorspronkelijk geregisseerd door de Duitser Oliver Hirschbiegel, liet filmstudio Warner Bros de Wachowski's enkele actie-scènes herschrijven, die door James McTeigue zijn geregisseerd.

## Verhaal
Wanneer een ruimteveer op aarde neerstort, komt inspecteur Tucker Kaufman (Jeremy Northam) de boel ter plaatse onderzoeken. Aan het metaal van het vliegtuig kleeft een voor Aardse begrippen onbekende materie vast. Kaufman krijgt cellen hiervan in zijn bloedbaan wanneer hij zich snijdt aan een hem door een klein meisje aangegeven stuk metaal. 's Nachts in zijn slaap maakt hij een verandering door.
Psychiater Carol Bennell (Nicole Kidman) woont samen met haar zoontje Oliver (Jackson Bond), die ze met Kaufman kreeg voor hun scheiding. Nadat deze vier jaar niet naar zijn zoontje omgekeken heeft, belt hij haar plots op met de mededeling dat hij tijd met hem wil doorbrengen. Met tegenzin stemt ze toe. Die dag komt Bennells patiënte Wendy Lenk (Veronica Cartwright) op consult met een uitzonderlijk verhaal. Hoewel haar man Richard (Adam LeFevre) er nog hetzelfde uitziet als altijd, weet ze zeker dat het haar man niet is. Hij vertoont namelijk sinds kort geen enkele emotie meer, zelfs niet nadat hij de nek brak van hun hond, nadat die opeens tegen hem begon te blaffen.
Bennel praat met haar vriend Ben Driscoll (Daniel Craig) over het aparte gebeuren met haar ex-man, maar beide vermoeden nog niets. Wanneer ze merkt dat ze steeds meer mensen tegenkomt die emotieloos lijken, moet ze weer denken aan Lenks verhaal, zeker wanneer Richard Lenk zich stoïcijns gedragend meldt in haar praktijk.
Driscoll en Bennel krijgen van zijn vriend Dr. Stephen Galeano (Jeffrey Wright) een verontrustend telefoontje. Ze brachten hem eerder een vreemd uitziend stuk huid, dat hij onderzocht heeft. Galeano vermoedt nu dat er een buitenaards virus zich razendsnel onder de mensheid aan het verspreiden is dat het menselijk genoom verandert. Bennell weigert te vluchten zonder Oliver, die samen met zijn vriendje Gene (Eric Benjamin) bij haar ex-man in huis is.

## Verschillen met 'Body Snatchers'
- In Invasion of the Body Snatchers werden mensen vervangen door tijdens hun slaap aan planten groeiende klonen. Deze komen in The Invasion niet voor. De invasie vindt zich in plaats daarvan plaats in de lichamen van besmette personen zelf.
- Invasion of the Body Snatchers kent in tegenstelling tot The Invasion geen happy end. Waar de hoofdpersoon in het origineel er in de laatste scène achter komt dat haar laatste vertrouweling ook besmet is geraakt, wordt er in The Invasion een geneesmiddel gevonden dat alle hoofdpersonen voor het einde van de film weer helemaal menselijk maakt.
- Mobiele telefoons en ebay waren er ten tijde van het origineel nog niet.

## Andere varianten
- Een andere licht van het originele Invasion of the Body Snatchers afwijkende variant was The Faculty (1998).

## Trivia
- Actrice Cartwright (Wendy Lenk) speelde in de Invasion of the Body Snatchers (1978) Nancy Bellicec, een van de hoofdpersonages.